# Środa Wielkopolska (stacja kolejowa)
Środa Wielkopolska – stacja kolejowa w Środzie Wielkopolskiej, w woj. wielkopolskim, w Polsce. Według klasyfikacji PKP ma kategorię dworca regionalnego.

## Ruch pasażerski
| Rok  | Wymiana roczna | Wymiana pasażerska na dobę | miejsce w Polsce |
| ---- | -------------- | -------------------------- | ---------------- |
| 2017 | 511 000        | 1 400                      |                  |
| 2018 | 1 060 000      | 2 900                      |                  |
| 2019 | 1 200 000      | 3 300                      | 85               |
| 2020 | 805 000        | 2 200                      | 74               |
| 2021 | 657 000        | 1 800                      |                  |
| 2022 |                | 2 700                      |                  |
| 2023 |                | 2800                       | 142              |
| 2024 |                | 3100                       | 136              |

## Galeria

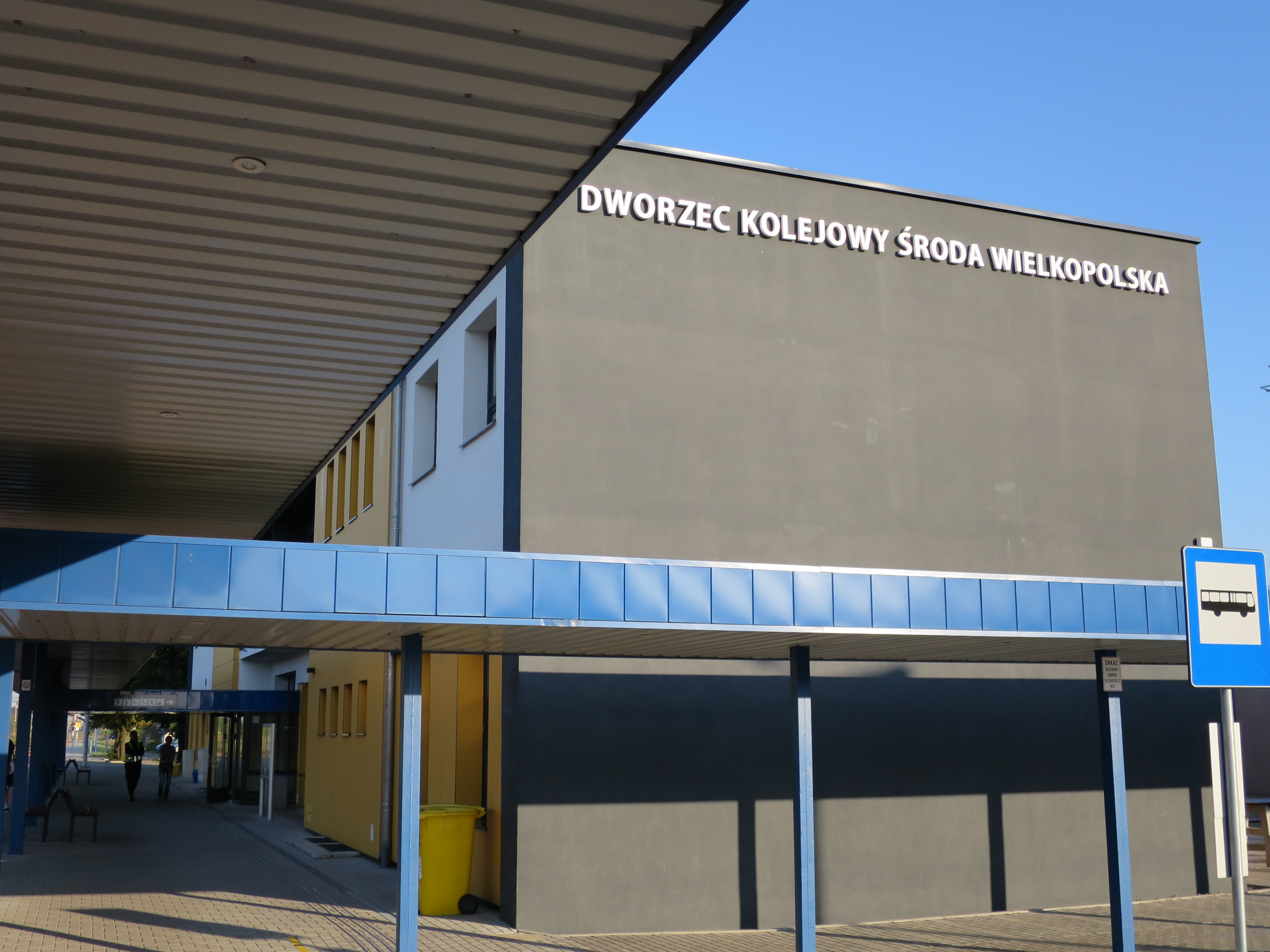
Dworzec od strony przystanku autobusowego
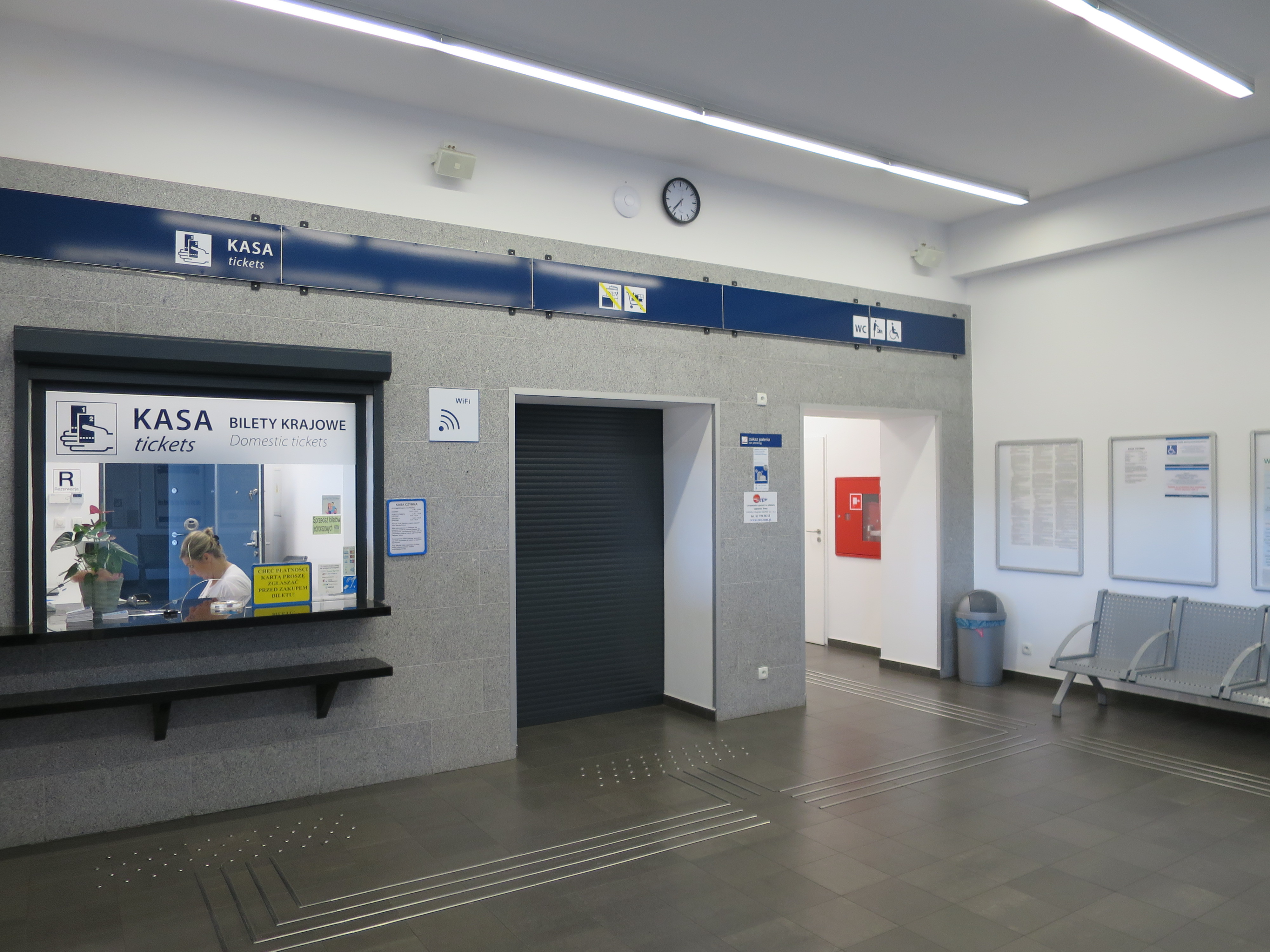
Kasa biletowa
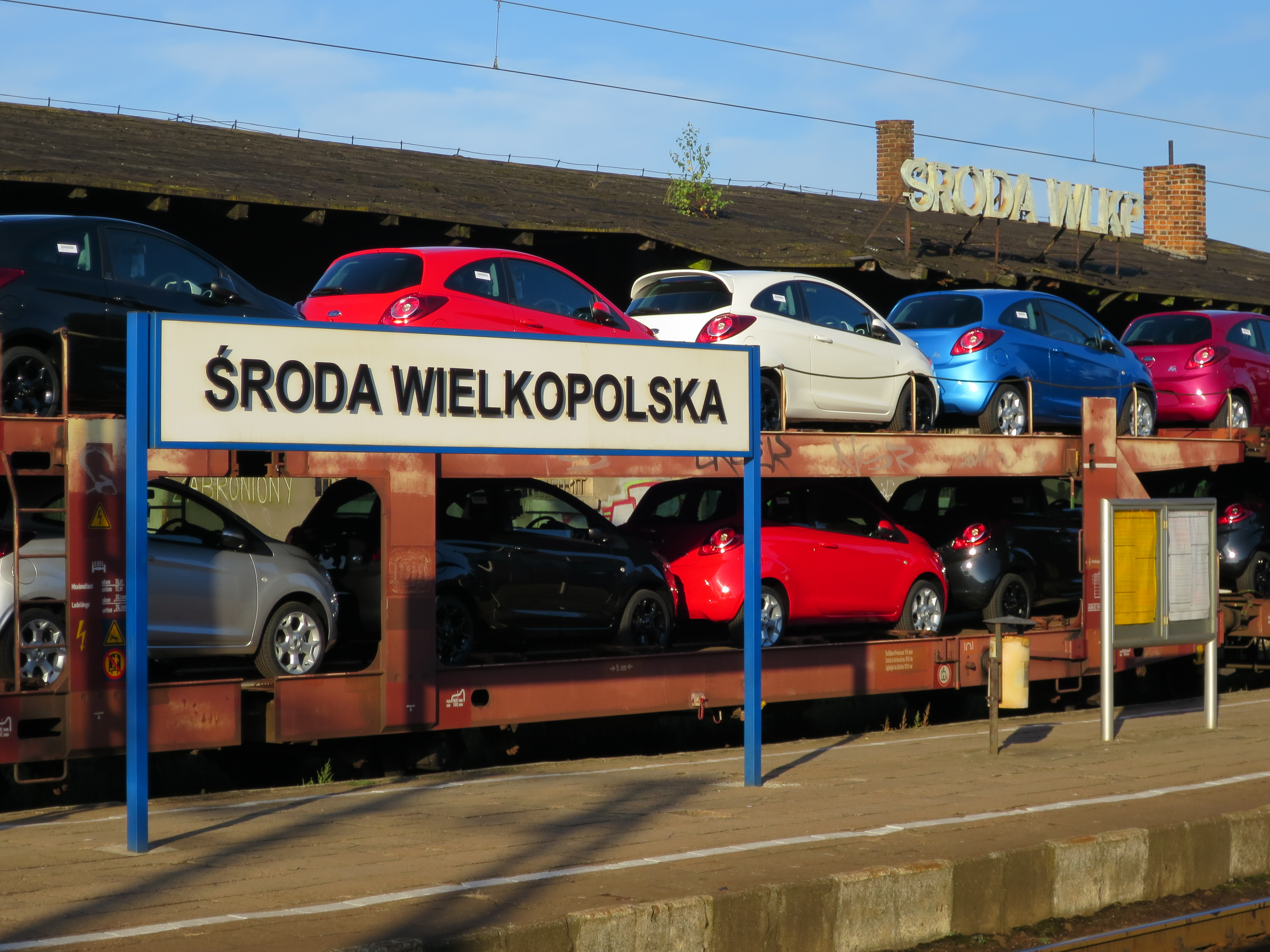
Perony